# Delta Queens
Delta Queens Football Club of Asaba ist ein staatlicher nigerianischer Frauenfußballverein aus der Nigeria Women’s Premier League.

## Geschichte
Die Delta Queens wurden fünfmal in ihrer Geschichte Meister, so konnten sie sich 2003, 2008, 2009, 2011 und 2012 den Titel in der Women Professional Football League sichern. Daneben wurde der Verein, der vom Delta State gefördert wird, viermal Pokalsieger (2004, 2006, 2008 und 2009). Der Verein ist somit, zusammen mit den mittlerweile aufgelösten Ufuoma Babes, die zweiterfolgreichste Mannschaft nach dem siebenfachen Rekordmeister Pelican Stars FC. Seit 2013 spielt der Verein in der neugegründeten semi-Professionellen Nigeria Women’s Premier League.

### Stadion
Der Verein trug seit seiner Gründung 1990 bis zum Sommer 2013 seine Heimspiele im Asaba Township Stadium aus. Mit dem Start der neugegründeten Nigeria Women’s Premier League zog man in das in Isieke beheimatete Stephen Keshi International Stadium um.

## Bekannte Spielerinnen
- Jennifer Ajuyah, ehemalige U-17 Nationalspielerin[7]
- Halimatu Ayinde, A-Nationalspielerin Nigerias[8]
- Tessy Biahwo, ehemalige U-17 Nationalspielerin: Teilnehmerin an der U-17-Fußball-Weltmeisterschaft der Frauen 2014[9]
- Precious Dede, A-Nationalspielerin Nigerias[8]
- Marbel Egwuenu, ehemalige U-20 Nationalspielerin, sowie Teilnehmerin an der U-20-Fußball-Weltmeisterschaft der Frauen 2010
- Maureen Godwin, A-Nationalspielerin Nigerias[8]
- Eluemunor Ijeh, ehemalige U-17 Nationalspielerin: Teilnehmerin an der U-17-Fußball-Weltmeisterschaft der Frauen 2014[9]
- Jiroro Idike, ehemalige U-17 Nationalspielerin Nigerias[7]
- Joy Jegede, A-Nationalspielerin Nigerias[8]
- Rebecca Kalu, A-Nationalspielerin Nigerias und ehemalige U-20 Nationalspielerin (Teilnehmerin an der U-20-Fußball-Weltmeisterschaft der Frauen 2010)
- Sarah Michael, A-Nationalspielerin Nigerias[8]
- Maria Nwoko, A-Nationalspielerin Nigerias[8]
- Oluchi Ofoegbu, ehemalige U-17 Nationalspielerin Nigerias[7]
- Ngozi Okobi, A-Nationalspielerin Nigerias[8]
- Osinachi Ohale, A-Nationalspielerin Nigerias[8]
- Patience Okeme, ehemalige U-17 Nationaspielerin Nigerias[7]
- Desire Oparanozie, A-Nationalspielerin Nigerias[8]
- Helen Ukaonu, A-Nationalspielerin Nigerias[8]
- Faustina Ugwuadu, A-Nationalspielerin Nigerias[8]
- Dickache Uzor, A-Nationalspielerin Nigerias[8]
- Idris Wada, ehemalige nigerianische U-20 Nationalspielerin, sowie langjährige Mannschaftskapitänin des Vereins[10]